# 炔咪菊酯
炔咪菊酯是一种含氮有机化合物，分子式C
17H
22N
2O
4，可作为拟除虫菊酯类杀虫剂。